# Добромирово евангелие
Добромирово евангелие (на латински: Evangelium Dobromiri) е един от най-старите среднобългарски писмени паметници, възникнал през 12 век в югозападните български краища.

## Сведения за ръкописа
По съдържение представлява четвероевангелие и се смята за едно от най-старите кирилски такива. Преписано е от няколко души. Името на един от тях, поп Добромир, е запазено в следната приписка: „О благодѣти Г(оспод)нѣ комоу сѧ даси рѫкописание Добромира попа грѣшника еже прѣписа и не доконьча мало.“ Украсата на книгата е скромна.
Ръкописът е странствал много. Към средата на 16 век български поклонници го занасят на Синай. През 1899 г. по-голямата част от него (183 листа) стига до Санкт-Петербург, където се пази сега в Руската национална библиотека (сигнатура Q.п.I.55). Други 23 листа остават в манастира „Света Екатерина“ в Синай (Sinait. Slav. 43), а 2 листа са попаднали в Националната библиотека в Париж (Paris. Slav. 65, fols. 3 – 4).

## Езикови особености
Езикът е доста архаичен и се намира в тясна връзка със старобългарския канон, предхождайки засегналата среднобългарските ръкописи реформа на правилата за писане на буквите за носови гласни. Евангелието е публикувано едва през 70-те години на 20 век, но е изследвано подробно от Ватрослав Ягич.
- От двете ерови гласни се употребява само ь.
- Силно проявено изясняване на еровете в силна позиция (ъ > о, ь > е): ложь, сотникь, възопи, во, возъ, со, оть пьчель соть, дверникь, кресть, вьскресь, тресть, оумерши.
- Правилна употреба на буквите за носови гласни в коренни срички.
- Много рядка употреба на лабиално /л/: корабь, прославѫ, любеше.
- Изобилстват старинни форми за прост аорист и супин.
- Буквата ѫ заменя ѧ в глаголните форми за 3 л. мн. ч.: слышѫть, творѫть.
- Относителното местоимение еже се употребява като безродова форма.
- Забелязват се някои нови форми: ны вместо мы.
- Проличава началото на разпадането на именното склонение в старобългарския език – липса на съгласуване на прилагателни и причастия с рода и падежа на съществителните имена, които определят, факт, забелязан още от В. Ягич.

## Образец от текста
Притча за блудния син
(Лука, XV: 11 - 32)
лист 89а. – лист 91а.